# Caecilia abitaguae
Caecilia abitaguae és una espècie d'amfibi de la família Caeciliidae endèmica de l'Equador que habita en montans humits tropicals o subtropicals, plantacions, jardins rurals i zones prèviament boscoses ara molt degradades. Està en perill d'extinció a causa de la destrucció de l'hàbitat.